# Eicomorpha koeppeni
Eicomorpha koeppeni là một loài bướm đêm trong họ Noctuidae.